# 久久比神社

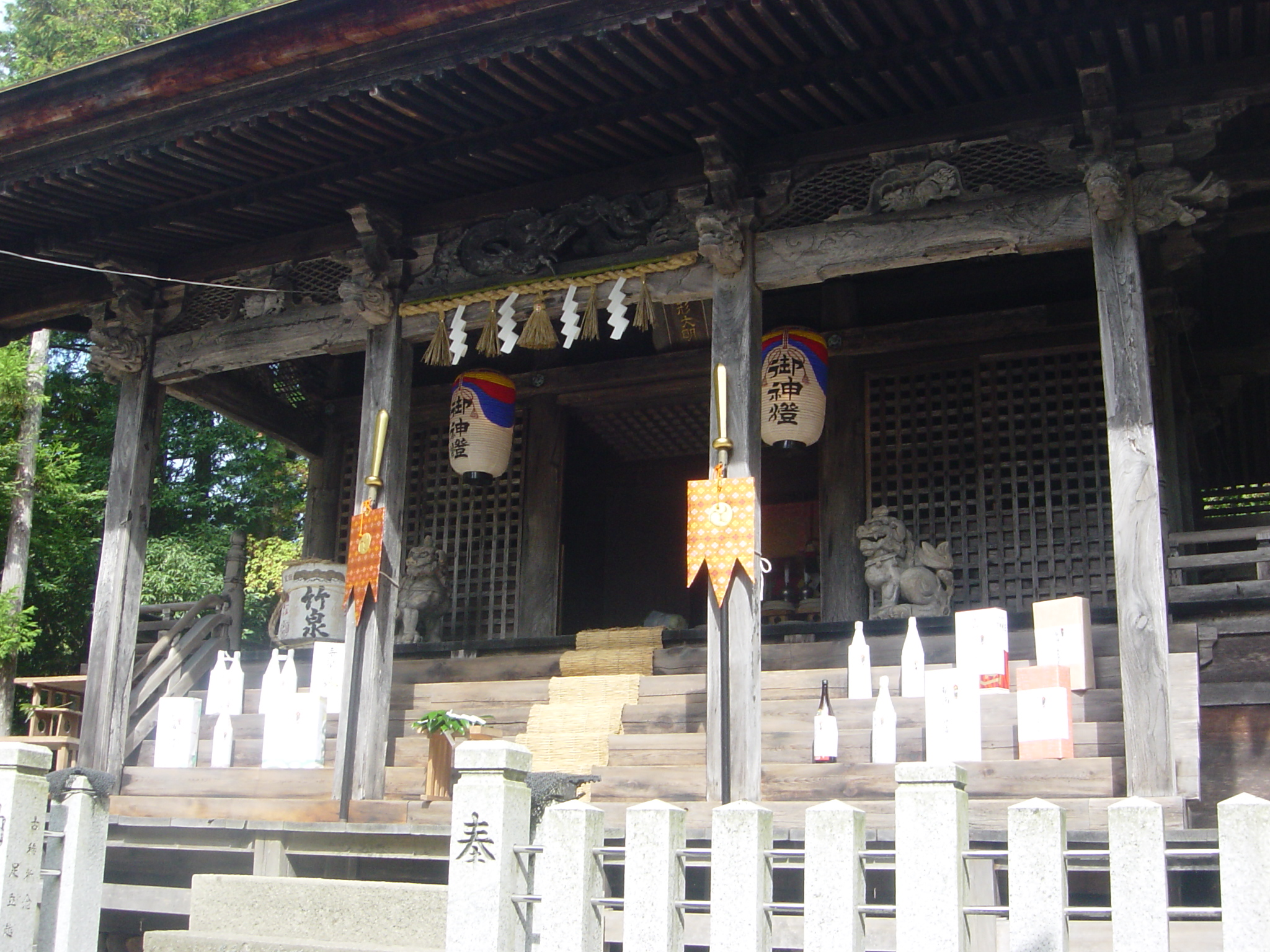
本殿（重要文化財）

久久比神社（くくひじんじゃ）、兵庫県豊岡市下宮にある神社である。式内小社で、旧社格は村社。

## 祭神
- 久久能智神（くくのちのかみ）

## 歴史
本殿は三間社流造、こけら葺き。室町時代、永正4年（1507年）の建立で、国の重要文化財に指定されている。江戸時代の記録では胸形（宗像）大明神とも称した古社で、多紀理比売命を祀るという説もある。

## 文化財

### 重要文化財（国指定）
- 本殿 -三間社流造、こけら葺き。室町時代、永正4年（1507年）の建立。

## コウノトリ伝説
日本書紀によれば垂仁天皇の御宇二十三年冬十月朔（ついたち）、天皇が誉津別皇子（ほむつわけのおうじ）をともない大殿の前に立ち給う時、鵠（くぐい；コウノトリの古称）が大空を鳴き渡った。
その時、皇子が「これは何物ぞ」とお問いになったので、天皇は大いに喜び給い左右の臣に「誰か能くこの鳥を捕らえて献らむ」と詔せられた。
天湯河板挙（あめのゆかわのたな）が「臣、必ず捕らえて献らむ」と奏し、この大鳥が飛び行く国々を追って廻り、出雲国で捕らえたといい、あるいは但馬国で捕らえたともいう。
十一月朔、天湯河板挙はめでたくこの鵠を献上したのである。時に皇子は三十歳であったが、いまだ物言い給わず、あたかも児の泣くが如き声のみで、この日初めて人並みの言葉を発せられたのである。
これほどに鵠は霊鳥なのでその棲家の地を久久比（くくひ）と呼びなし、その後この地に宮を建て、木の神「久久能智神」（くくのちのかみ）を奉斎した。
これが久久比神社（くくひじんじゃ）の始まりであった。
さりながら、その頃豊岡盆地は「黄沼前海」（きめさきのうみ）と称して、まったくの入海、下宮の地はその入江の汀であった。
又そのあたりは樹木繁茂し、木霊のこもろう処、神自ら鎮まり座す景勝の地であった。
われらの先人が、この自然の神秘と霊妙を感得して、木の神「久久能智神」を奉斎し、木の御神徳の宏大に帰依したのも宜なる哉である。

## 御守り
コウノトリをデザインした御守り（赤・緑・紫）が、子宝、安産祈願の御守りとして有名である（コウノトリが子宝を運んでくるという言い伝えから）。休耕期（主に9月 - 5月）になると、隣接する湿地にコウノトリが飛来する。

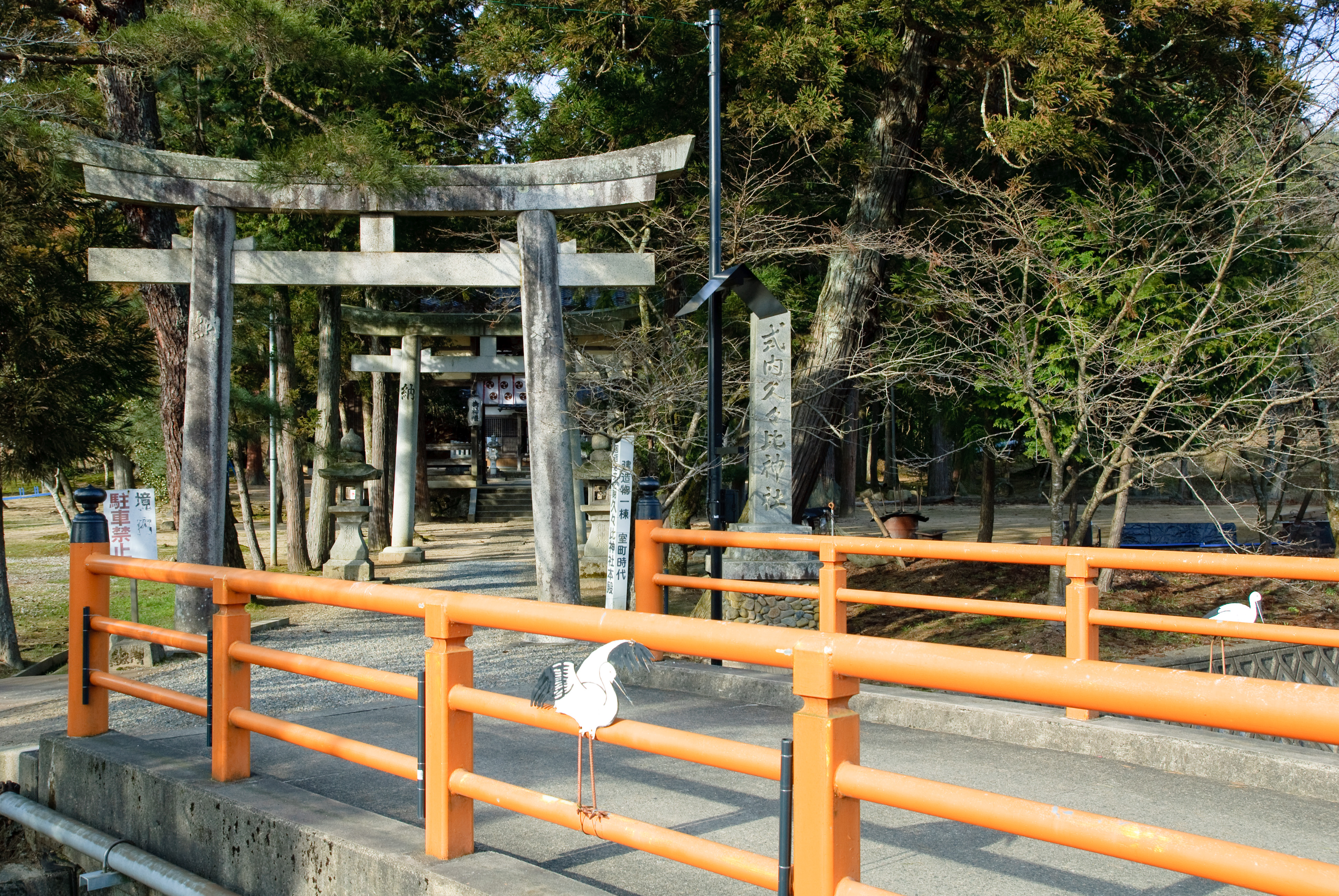
境内入り口（下ノ宮川に架かる神橋欄干にはコウノトリの絵が描かれている）
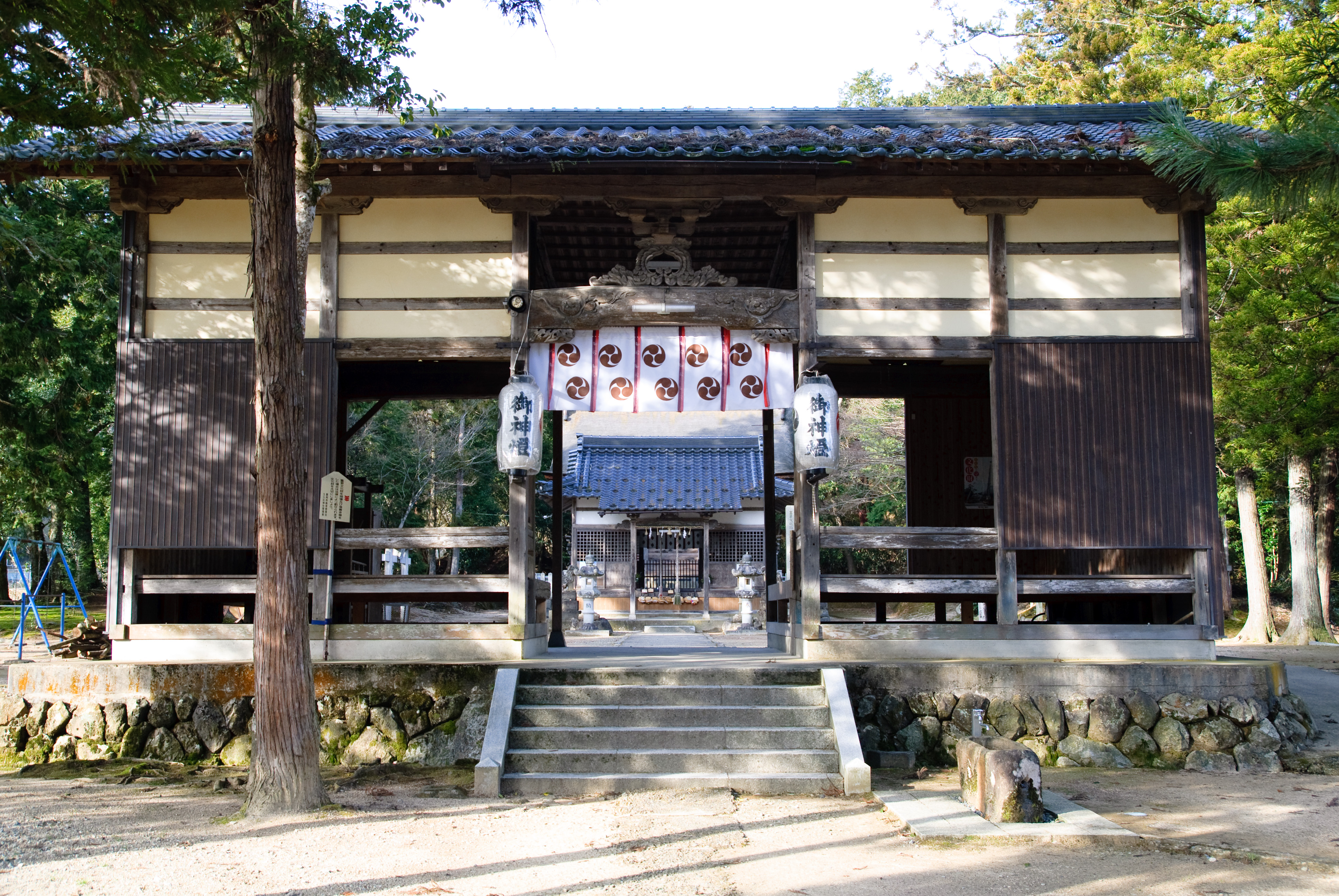
割拝殿
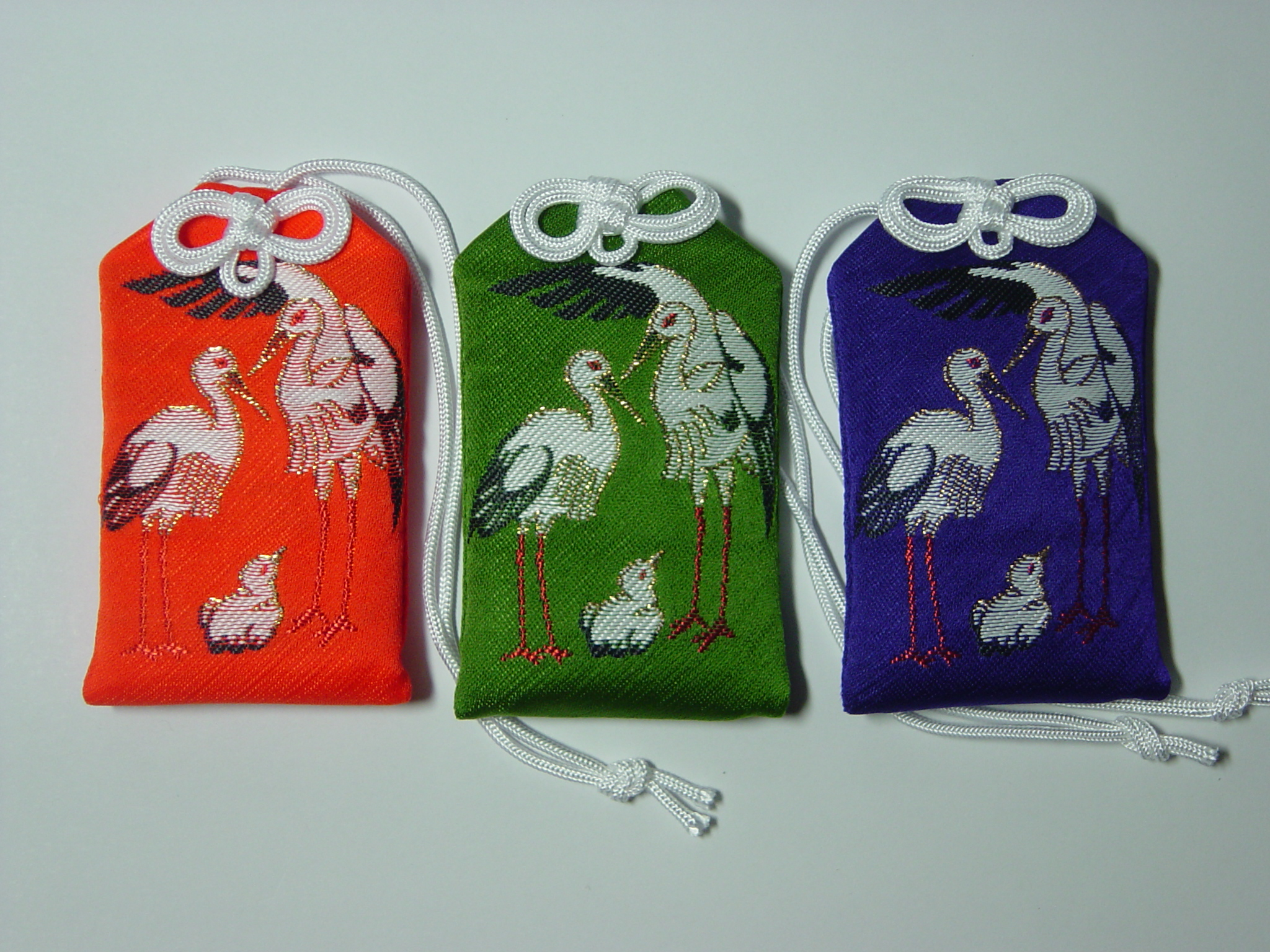
コウノトリをデザインした御守り

## 交通
- 京都丹後鉄道コウノトリの郷駅から徒歩約10分。
- 山陰本線豊岡駅から全但バス下の宮行きで「下の宮口」下車すぐ。